# Cascadas Phiphidi
Las cascadas Phiphidi se encuentran en la provincia de Limpopo, a los pies de la cordillera Soutpansberg, situada en la parte más septentrional de Sudáfrica. La situación aislada de esta región ha permitido conservar la cultura y las creencias tradicionales de los habitantes de esta región, que consideran sagradas  estas cascadas.

## Los ramunangi
Entre los pueblos que habitan la provincia de Limpopo, solo el 12 por ciento son miembros del grupo lingüístico venda. Los clanes vhaVenda se encuentran entre los más tradicionales de África, y han conservado sus rituales y creencias desde tiempos ancestrales. Entre estos clanes, los ramunangi son conocidos como los guardianes tradicionales de las cascadas Phiphidi, un salto de agua clave para las relaciones del clan con los espíritus ancestrales. Sin embargo, este lugar sagrado no está protegido oficialmente y únicamente los ramunangi pueden protegerlo del turismo. La construcción de una carretera ya ha provocado una serie de destrozos importantes en el área sagrada.
Los ramunangi son un pueblo disperso, la mayoría de cuyos miembros han marchado a trabajar a las ciudades. Solo un millar permanecen en las cercanías, trabajando en la agricultura, en ranchos o en la minería.

## El entorno
Phiphidi se encuentra en un área boscosa del río Mutshindudi, y pertenece a un racimo de lugares sagrados que pertenecen a otros pueblos venda, como el lago Fundudzi y el bosque sagrado de Thathe Vondo. En Phiphidi, el río, las cascadas y el bosque a su alrededor son considerados sagrados, aunque hay dos lugares destacables, la roca LanwaDzongolo, encima de la cascada, y una balsa cercana conocida como Guvhukuvhu.